# Stockholm Literature
Stockholm Literature var en årlig internationell kulturfestival med tonvikt på litteratur. Festivalen arrangerades av den ideella föreningen Stockholms litteraturfestival på Moderna Museet i Stockholm åren 2013 till 2017. Föreningen meddelade 2018 att festivalen skulle göra ett uppehåll på grund av otillräcklig finansiering. Dåvarande festivalchef var Malin Nasiell, konstnärlig ledare Yukiko Duke och föreningsordförande Jonas Modig. Betydande samarbetspartner före uppehållet var Dramaten, Sveriges Författarförbund, Internationella biblioteket och Kunskapskanalen. År 2020 meddelade arrangörerna att festivalen lagts ner.
Stockholm Literature grundades av Stefan Ingvarsson och Margareta Petersson.